# Otto von Senheim
Otto Johann Theodor von Senheim (OP) (* 4. Juli 1601 in Koblenz; † 11. November 1662 in Glees) war ein deutscher kurfürstlicher Generalvikar, Titularbischof von Azot (Aschdod) und Weihbischof von Trier.

## Leben
Otto von Senheim war ein Sohn des kurkölnischen Sekretärs Johann Adam von Senheim und dessen Ehefrau Sybille Gereon, genannt Gutmann. Die Familie entstammte nicht dem mittelalterlichen Adelsgeschlecht derer von Senheim, sondern gehörte dem trierischen Beamtenadel an. Nachdem Johann Theodor ins Dominikanerkloster Koblenz eingetreten war und den Ordensnamen Otto erhalten hatte, begann er in Köln ein Studium, wonach er zum Doktor der Theologie promoviert wurde. Im Anschluss verbrachte er einige Zeit im Bistum Chur, bevor er 1624 dem Trierer Konvent zugeteilt und als Prediger für die Liebfrauenkirche bestimmt wurde. Erzbischof Christoph von Sötern hielt Otto von Senheim für einen geschickten Diplomaten und machte ihn zum kurtrierischen Gesandten in Spanien, Luxemburg und Frankreich. Zwischen 1629 und 1630 scheiterte jedoch ein diplomatischer Vermittlungsversuch während des Dreißigjährigen Kriegs. Am 21. Oktober 1632 wurde er zum Weihbischof nominiert und zum Generalvikar bestellt. Im November 1632 reiste er nach Paris, um sich für die Durchsetzung kurtrierischer Interessen einzusetzen. Am 23. Juli 1633 wurde er zum Titularbischof von Aschdod und zum Weihbischof von Trier ernannt. Nach einer diplomatischen Mission, bei der es um Neutralitätsverhandlungen gegangen war, wurde er von spanischen Truppen festgesetzt und in Jülich verhört. Erst am 28. April 1634 wurde er aus der Gefangenschaft entlassen, nachdem die römische Kurie erfolgreich Protest gegen die Maßnahme eingelegt hatte. Nach der Weihe zum Weihbischof am 11. September 1634 visitierte er die Reichsabtei St. Maximin in Trier. Am 18. Juli 1635 konsekrierte er zwei Altäre und die Kirche des Kapuzinerklosters Cochem. Am 15. September 1652 weihte er den Erzbischof Karl Kaspar von der Leyen in Trier in Anwesenheit des Abtes der Abtei St. Martin und des Abtes der Benediktinerabtei St. Matthias Martin Feiden. Otto von Senheim starb nach einem am 4. November 1662 in Maria Laach erlittenen Schlaganfall am 11. November 1662. Beigesetzt wurde er in der heute nicht mehr existierenden Koblenzer Dominikanerkirche.

## Publikation
- Mit Luis de Granada: Orationes et exercitia devotionis longe utilissima, Coloniae Agrippinae: Kinckius, 1618. OCLC 633167262